# Giải vô địch bóng đá CONCACAF 1967
Giải vô địch bóng đá CONCACAF 1967 là Giải vô địch bóng đá CONCACAF lần thứ ba, diễn ra ở Honduras từ 5 đến 19 tháng 3 năm 1967, giải đấu có 6 đội tuyển tham gia, thi đấu vòng tròn tính điểm để chọn ra nhà vô địch. Guatemala giành chức vô địch đầu tiên sau khi vượt qua đương kim vô địch Mexico ở lượt trận cuối.

## Địa điểm
| Tegucigalpa |                                     |
| Tegucigalpa | Tegucigalpa                         |
| ----------- | ----------------------------------- |
| Tegucigalpa | Sân vận động Tiburcio Carías Andino |
| Tegucigalpa | Sức chứa: 35.000                    |
| Tegucigalpa |                                     |

## Vòng chung kết

### Bảng xếp hạng giải đấu
| Thứ hạng | Đội                | Điếm | Số trận | Thắng | Hòa | Thua | Bàn thắng | Bàn thua | Hiệu số |
| -------- | ------------------ | ---- | ------- | ----- | --- | ---- | --------- | -------- | ------- |
| 1        | Guatemala          | 9    | 5       | 4     | 1   | 0    | 7         | 1        | 6       |
| 2        | México             | 8    | 5       | 4     | 0   | 1    | 10        | 1        | 9       |
| 3        | Honduras           | 6    | 5       | 2     | 2   | 1    | 4         | 2        | 2       |
| 4        | Trinidad và Tobago | 4    | 5       | 2     | 0   | 3    | 6         | 10       | -4      |
| 5        | Haiti              | 2    | 5       | 1     | 0   | 4    | 5         | 9        | -4      |
| 6        | Nicaragua          | 1    | 5       | 0     | 1   | 4    | 3         | 12       | -9      |

### Kết quả
| Honduras | 1–0 | Trinidad và Tobago |
| -------- | --- | ------------------ |
|          |     |                    |

| Guatemala        | 2–1 | Haiti |
| ---------------- | --- | ----- |
| Peña · Recinos · |     |       |

| México                                | 4–0 | Nicaragua |
| ------------------------------------- | --- | --------- |
| Arellano 36', 53', 85' · Lapuente 43' |     |           |

| Trinidad và Tobago           | 3–2 | Haiti                              |
| ---------------------------- | --- | ---------------------------------- |
| Corneal 17', 52' · Browne 4' |     | Saint-Vil 33' (ph.đ.) · Pierre 56' |

| Honduras | 1–1 | Nicaragua |
| -------- | --- | --------- |
|          |     |           |

| Haiti | 2–1 | Nicaragua |
| ----- | --- | --------- |
|       |     |           |

| Guatemala   | 1–0 | México |
| ----------- | --- | ------ |
| Recinos 83' |     |        |

| México                                     | 4–0 | Trinidad và Tobago |
| ------------------------------------------ | --- | ------------------ |
| Estrada 22', 63' · Canela 40' · Bustos 83' |     |                    |

| Guatemala | 0–0 | Honduras |
| --------- | --- | -------- |
|           |     |          |

| Guatemala           | 2–0 | Trinidad và Tobago |
| ------------------- | --- | ------------------ |
| Recinos · De León · |     |                    |

| México      | 1–0 | Haiti |
| ----------- | --- | ----- |
| Estrada 39' |     |       |

| Trinidad và Tobago          | 3–1 | Nicaragua |
| --------------------------- | --- | --------- |
| Browne 30' · Beraza 40' 41' |     | Cuadra    |

| Honduras | 2–0 | Haiti |
| -------- | --- | ----- |
| Grey     |     |       |

| Guatemala                | 2–0 | Nicaragua |
| ------------------------ | --- | --------- |
| Peña 30' · Recinos 33' · |     |           |

| México    | 1–0 | Honduras |
| --------- | --- | -------- |
| Prado 34' |     |          |